# Bahtariya (Sklavin)
Bahtariya (arabisch بحترية, DMG Baḥtarīya, geb. im 8. Jahrhundert, gest. im 8. oder 9. Jahrhundert) war eine Sklavin und Konkubine des späteren Abbasiden-Kalifen al-Mahdi (reg. 775–785).

## Leben
Bahtariya gehörte wohl zum Haushalt des persisch-zoroastrischen Rebellenführers Ustadhis, der im Jahr 767 gegen die Oberherrschaft der Abbasiden unter dem Kalifen al-Mansur rebellierte. Der Abbasiden-General Khazim ibn Khuzayma al-Tamimi schlug den Aufstand 768 oder 770 nieder. Ustadhsis beging entweder Selbstmord oder wurde gefangen genommen. Die Mitglieder von Ustadhsis Haushalt gerieten in Kriegsgefangenschaft, darunter wohl auch Bahtariya.
Bahtariya ging als Sklavin in den Besitz des Abbasiden-Prinzen al-Mahdi (um 744–785, reg. 775–785) über, der der dritter Abbasiden-Kalif wurde. Als al-Mahdis Konkubine wurde sie Mutter des Prinzen Mansur ibn al-Mahdi sowie der beiden Töchter Sulaima bint al-Mahdi und Aliya bint al-Mahdi.

## Wissenswertes
Zu Ustadhis Haushalt gehörten wohl auch Schakla und Maradschil, die ebenfalls als Sklavenkonkubinen in den Besitz der Abbasiden kamen. Schakla gebar 779 al-Mahdi den dunkelhäutigen Prinzen Ibrahim ibn al-Mahdi (779–839). Maradschil gebar 786 den fünften Abbasiden-Kalifen Hārūn ar-Raschīd (766–809, reg. 786–809) den späteren siebten Abbasiden-Kalifen al-Ma'mun (786–833, reg. 813–833)– sie starb bei oder kurz nach der Geburt.